# عرض الرجيفة (شبام)

تعديل مصدري - تعديل

عرض الرجيفة هي إحدى قرى عزلة شبام بمديرية شبام التابعة لمحافظة حضرموت، بلغ تعداد سكانها 649 نسمة حسب تعداد اليمن لعام 2004.